# 喬納·霍爾-金
喬納·安德烈·霍爾-金（英語：Jonah Andre Hauer-King，1995年5月30日—），英美男演員。他的母亲是美国人，因此霍爾-金拥有英美雙重國籍。
霍爾-金在剑桥大学修读神学论的时候开始发展演艺事业。电影和电视剧作品包括BBC的《小妇人》（2017年）和《World on Fire》（2019年）、电影《A Dog’s Way Home》等。2023年，霍爾-金在迪士尼真人電影《小美人魚》中飾演男主角艾力王子。2025年，参演凯瑟琳·毕格罗执导的政治惊悚片《炸裂白宫》。